# Élections municipales de 2021 dans Brome-Missisquoi
Pour un article plus général, voir Élections municipales de 2017 en Estrie.
Cet article concerne les élections municipales de 2017 en Estrie dans la municipalité régionale de comté de Brome-Missisquoi.

## Abercorn
|             | Élection (2017)                                                                                         | Dissolution (2021)                                                                                | Élection (2021)                                                                                                  |
| Maire       | Guy Gravel                                                                                              | Guy Gravel                                                                                        | Guy Gravel |
| Conseillers | Alain Sylvestre Patricia McCollough Bernard Carey Denis St-François Margaret Lefebvre Macey Derek Ewens | François Cusson Patricia McCollough Bernard Carey Vacant Margaret Lefebvre Macey Éric Bissonnette | François Cusson Pierre-Marc Parent Raphaël Delacombaz Bernard Guilbault Margaret Lefebvre Macey Éric Bissonnette |

| Taux de participation :                | Taux de participation :                | Taux de participation :                | Taux de participation :                | Taux de participation :                | 78,8 % |
| Nombre de votes valides :              | Nombre de votes valides :              | Nombre de votes valides :              | Nombre de votes valides :              | Nombre de votes valides :              | 262    |
| Nombre de votes rejetées à la mairie : | Nombre de votes rejetées à la mairie : | Nombre de votes rejetées à la mairie : | Nombre de votes rejetées à la mairie : | Nombre de votes rejetées à la mairie : | 5      |
| Nombre d'électeurs inscrits :          | Nombre d'électeurs inscrits :          | Nombre d'électeurs inscrits :          | Nombre d'électeurs inscrits :          | Nombre d'électeurs inscrits :          | 339    |

| Partis | Partis                 | Candidats pour la mairie                        | Vote | %     |
| ------ | ---------------------- | ----------------------------------------------- | ---- | ----- |
|        | Ensemble Pour Abercorn | Guy Gravel (Sortant)                            | 159  | 60,69 |
|        | Indépendante           | Patricia McCollough (Sortante d'un autre poste) | 103  | 39,31 |

| Partis | Partis                 | Candidats conseiller #1   | Vote | %     |
| ------ | ---------------------- | ------------------------- | ---- | ----- |
|        | Ensemble Pour Abercorn | François Cusson (Sortant) | 133  | 51,75 |
|        | Indépendant            | Martin Laporte            | 124  | 48,25 |

| Partis | Partis                 | Candidats conseiller #2 | Vote | %     |
| ------ | ---------------------- | ----------------------- | ---- | ----- |
|        | Ensemble Pour Abercorn | Pierre-Marc Parent      | 133  | 50,94 |
|        | Indépendant            | Roger Labrecque         | 130  | 49,06 |

| Partis | Partis                 | Candidats conseiller #3 | Vote | %     |
| ------ | ---------------------- | ----------------------- | ---- | ----- |
|        | Ensemble Pour Abercorn | Raphaël Delacombaz      | 136  | 51,52 |
|        | Indépendant            | Bernard Carey (Sortant) | 128  | 48,48 |

| Partis | Partis                 | Candidats conseiller #4 | Vote | %     |
| ------ | ---------------------- | ----------------------- | ---- | ----- |
|        | Indépendante           | Bernard Guilbault       | 135  | 50,94 |
|        | Ensemble Pour Abercorn | Jean-François Duquette  | 130  | 49,06 |

| Partis | Partis                 | Candidats conseiller #5            | Vote | %     |
| ------ | ---------------------- | ---------------------------------- | ---- | ----- |
|        | Indépendante           | Margaret Lefebvre Macey (Sortante) | 132  | 50,19 |
|        | Ensemble Pour Abercorn | Maude Thuot                        | 131  | 49,81 |

| Partis | Partis                 | Candidats conseiller #6     | Vote | %     |
| ------ | ---------------------- | --------------------------- | ---- | ----- |
|        | Indépendante           | Éric Bissonnette (Sortante) | 154  | 58,78 |
|        | Ensemble Pour Abercorn | Louis-Philippe Meunier      | 108  | 41,22 |

- Démission de Guy Gravel, maire, et des François Cusson, Raphaël Delacombaz et Pierre-Marc Parent, respectivement conseillers #1, 2 et 3, en septembre 2022 en raison du climat malsain régnant au conseil municipal[1]. Gestion de la municipalité par la Commission municipale du Québec en raison de l'impossibilité de maintenant avoir quorum lors des réunions du conseil.

- Élection partielle le 11 décembre 2022[2].
  - Élection sans opposition de Guy Favreau au poste de maire.
  - Élection sans opposition d'Axel Palomarès au poste de conseiller #1
  - Élection sans opposition de Roger Labrecque au poste de conseiller #2
  - Élection sans opposition de Bernard Carey au poste de conseiller #3

| Candidats conseiller pour la mairie | Vote            | %               |
| ----------------------------------- | --------------- | --------------- |
| Guy Favreau                         | Sans opposition | Sans opposition |
| Martin Laporte                      | Désistement     | Désistement     |

| Candidats conseiller #1 | Vote            | %               |
| ----------------------- | --------------- | --------------- |
| Axel Palomarès          | Sans opposition | Sans opposition |

| Candidats conseiller #2 | Vote            | %               |
| ----------------------- | --------------- | --------------- |
| Roger Labrecque         | Sans opposition | Sans opposition |

| Candidats conseiller #3 | Vote            | %               |
| ----------------------- | --------------- | --------------- |
| Bernard Carey           | Sans opposition | Sans opposition |

- Départ d'Alex Palomares, conseiller #1, entre mars et avril 2023.

- Entrée de François Prévost au conseil municipal au poste de conseiller #1 avant novembre 2023.

| Candidats conseiller #1 | Vote | %   |
| ----------------------- | ---- | --- |
| François Prévost        | n/d  | n/d |

## Bedford (canton)
|             | Élection (2017)                                                                          | Dissolution (2021)                                                                       | Élection (2021)                                                                        |
| Maire       | Gilles St-Jean                                                                           | Gilles St-Jean                                                                           | Gilles St-Jean                                                                         |
| Conseillers | Bruce Ditcham Luc Courville Nancy H. Jones Pierrette Messier Barbara Potvin Daniel Rivet | Bruce Ditcham Luc Courville Nancy H. Jones Pierrette Messier Barbara Potvin Daniel Rivet | France Groulx Luc Courville Émilie Lavoie Christine La Roche Dylan Bockus Daniel Rivet |

| Taux de participation :                | Taux de participation :                | Taux de participation :                | Taux de participation :                | Taux de participation :                | 75,5 % |
| Nombre de votes valides :              | Nombre de votes valides :              | Nombre de votes valides :              | Nombre de votes valides :              | Nombre de votes valides :              | 413    |
| Nombre de votes rejetées à la mairie : | Nombre de votes rejetées à la mairie : | Nombre de votes rejetées à la mairie : | Nombre de votes rejetées à la mairie : | Nombre de votes rejetées à la mairie : | 7      |
| Nombre d'électeurs inscrits :          | Nombre d'électeurs inscrits :          | Nombre d'électeurs inscrits :          | Nombre d'électeurs inscrits :          | Nombre d'électeurs inscrits :          | 556    |

| Candidats pour la mairie                           | Vote | %     |
| -------------------------------------------------- | ---- | ----- |
| Gilles St-Jean (Sortant)                           | 238  | 57,63 |
| Pierrette Messier-Peet (Sortante d'un autre poste) | 175  | 42,37 |

| Candidats conseiller #2 | Vote | %     |
| ----------------------- | ---- | ----- |
| France Groulx           | 207  | 50,00 |
| Bruce Ditcham (Sortant) | 207  | 50,00 |

| Candidats conseiller #2 | Vote            | %               |
| ----------------------- | --------------- | --------------- |
| Luc Courville (Sortant) | Sans opposition | Sans opposition |

| Candidats conseiller #3 | Vote | %     |
| ----------------------- | ---- | ----- |
| Émilie Lavoie           | 232  | 56,31 |
| David Déry              | 180  | 43,49 |

| Candidats conseiller #4 | Vote | %     |
| ----------------------- | ---- | ----- |
| Christine La Roche      | 272  | 66,34 |
| Gilles Messier          | 138  | 33,66 |

| Candidats conseiller #5  | Vote | %     |
| ------------------------ | ---- | ----- |
| Dylan Bockus             | 239  | 58,44 |
| Barbare Potvin (Sortant) | 170  | 41,56 |

| Candidats conseiller #6 | Vote            | %               |
| ----------------------- | --------------- | --------------- |
| Daniel Rivet (Sortant)  | Sans opposition | Sans opposition |

## Bedford (ville)
|             | Élection (2017)                                                                                      | Dissolution (2021)                                                                                   | Élection (2021)                                                                                         |
| Maire       | Yves Lévesque                                                                                        | Yves Lévesque                                                                                        | Claude Dubois                                                                                           |
| Conseillers | Daniel Audette Marie-Pier Tougas Dupuis Chantal Fontaine Normand Déragon Marie-Ève Brin Mona Beaulac | Daniel Audette Marie-Pier Tougas Dupuis Chantal Fontaine Normand Déragon Marie-Ève Brin Mona Beaulac | Daniel Audette Marie-Pier Tougas-Dupuis Pierre Le Blanc Marie-Josée Lamothe Yves Gnocchini Mona Beaulac |

| Taux de participation :                | Taux de participation :                | Taux de participation :                | Taux de participation :                | Taux de participation :                | 42,9 % |
| Nombre de votes valides :              | Nombre de votes valides :              | Nombre de votes valides :              | Nombre de votes valides :              | Nombre de votes valides :              | 922    |
| Nombre de votes rejetées à la mairie : | Nombre de votes rejetées à la mairie : | Nombre de votes rejetées à la mairie : | Nombre de votes rejetées à la mairie : | Nombre de votes rejetées à la mairie : | 13     |
| Nombre d'électeurs inscrits :          | Nombre d'électeurs inscrits :          | Nombre d'électeurs inscrits :          | Nombre d'électeurs inscrits :          | Nombre d'électeurs inscrits :          | 2 178  |

| Candidats pour la mairie                   | Vote | %     |
| ------------------------------------------ | ---- | ----- |
| Claude Dubois                              | 554  | 60,09 |
| Normand Déragon (Sortant d'un autre poste) | 368  | 39,91 |

| Candidats conseiller #1   | Vote | %     |
| ------------------------- | ---- | ----- |
| Daniel Audette (Sortante) | 720  | 79,12 |
| Barry Bockus              | 190  | 20,88 |

| Candidats conseiller #2                      | Vote | %     |
| -------------------------------------------- | ---- | ----- |
| Marie-Pier Tougas-Dupuis (Sortante)          | 523  | 57,73 |
| Chantal Fontaine (Sortante d'un autre poste) | 383  | 42,27 |

| Candidats conseiller #3 | Vote | %     |       |
| ----------------------- | ---- | ----- | ----- |
| Pierre Le Blanc         | 508  | 56,13 |       |
| Kevin Craft             | 397  | 47,62 | 43,87 |

| Candidats conseiller #4 | Vote            | %               |
| ----------------------- | --------------- | --------------- |
| Marie-Josée Lamothe     | Sans opposition | Sans opposition |

| Candidats conseiller #5  | Vote | %     |
| ------------------------ | ---- | ----- |
| Yves Gnocchini           | 473  | 52,38 |
| Marie-Ève Brin (Sortant) | 430  |       |

| Candidats conseiller #6 | Vote            | %               |
| ----------------------- | --------------- | --------------- |
| Mona Beaulac (Sortante) | Sans opposition | Sans opposition |

## Bolton-Ouest
|             | Élection (2017)                                                                                 | Dissolution (2021)                                                                              | Élection (2021)                                                                                   |
| Maire       | Jacques Drolet                                                                                  | Jacques Drolet                                                                                  | Denis Vaillancourt                                                                                |
| Conseillers | Robert Chartier Jean-Pierre Pouliot Loren Allen Denis Vaillancourt Gilles Asselin Cedric Briggs | Robert Chartier Jean-Pierre Pouliot Loren Allen Denis Vaillancourt Gilles Asselin Cedric Briggs | Margarita Lafontaine Jean-Pierre Pouliot Loren Allen Eddy Whitcher Gilles Asselin Nancy Lanteigne |

| Taux de participation :                | Taux de participation :                | Taux de participation :                | Taux de participation :                | Taux de participation :                | 49,5 % |
| Nombre de votes valides :              | Nombre de votes valides :              | Nombre de votes valides :              | Nombre de votes valides :              | Nombre de votes valides :              | 340    |
| Nombre de votes rejetées à la mairie : | Nombre de votes rejetées à la mairie : | Nombre de votes rejetées à la mairie : | Nombre de votes rejetées à la mairie : | Nombre de votes rejetées à la mairie : | 2      |
| Nombre d'électeurs inscrits :          | Nombre d'électeurs inscrits :          | Nombre d'électeurs inscrits :          | Nombre d'électeurs inscrits :          | Nombre d'électeurs inscrits :          | 691    |

| Candidats pour la mairie                      | Vote | %     |
| --------------------------------------------- | ---- | ----- |
| Denis Vaillancourt (Sortant d'un autre poste) | 230  | 67,65 |
| Pierre Godbout                                | 110  | 32,35 |

| Candidats conseiller #1 | Vote | %     |
| ----------------------- | ---- | ----- |
| Margarita Lafontaine    | 245  | 73,57 |
| Tim Larivière           | 88   | 26,43 |

| Candidats conseiller #2       | Vote            | %               |
| ----------------------------- | --------------- | --------------- |
| Jean-Pierre Pouliot (Sortant) | Sans opposition | Sans opposition |

| Candidats conseiller #3 | Vote            | %               |
| ----------------------- | --------------- | --------------- |
| Loren Allen (Sortante)  | Sans opposition | Sans opposition |

| Candidats conseiller #4 | Vote | %     |
| ----------------------- | ---- | ----- |
| Eddy Whitcher           | 213  | 63,02 |
| David Rollert           | 125  | 36,98 |

| Candidats conseiller #5  | Vote            | %               |
| ------------------------ | --------------- | --------------- |
| Gilles Asselin (Sortant) | Sans opposition | Sans opposition |

| Candidats conseiller #6 | Vote            | %               |
| ----------------------- | --------------- | --------------- |
| Nancy Lanteigne         | Sans opposition | Sans opposition |

- Démission de Jean-Pierre Pouliot, conseiller #2, le 31 août 2022 en raison de son déménagement hors de la municipalité[3].

- Élection de Marie-Blanche Riche au poste de conseillère #2 le 6 novembre 2022[4].

| Candidats conseiller #2 | Vote | %     |
| ----------------------- | ---- | ----- |
| Marie-Blanche Richer    | 144  | 66,67 |
| David Rollert           | 72   | 33,33 |

## Brigham
|             | Élection (2017)                                                                                     | Dissolution (2021)                                                                                  | Élection (2021)                                                                                     |
| Maire       | Steven Neil                                                                                         | Steven Neil                                                                                         | Steven Neil                                                                                         |
| Conseillers | Daniel Meunier Stéphanie Martin-Gauthier Philippe Dunn Réjean Racine Mireille Guay Gisèle Thériault | Daniel Meunier Stéphanie Martin-Gauthier Philippe Dunn Réjean Racine Mireille Guay Gisèle Thériault | Daniel Meunier Stéphanie Martin-Gauthier Philippe Dunn Réjean Racine Mireille Guay Gisèle Thériault |

| Candidats pour la mairie | Vote            | %               |
| ------------------------ | --------------- | --------------- |
| Steven Neil (Sortant)    | Sans opposition | Sans opposition |

| Candidats conseiller #1  | Vote            | %               |
| ------------------------ | --------------- | --------------- |
| Daniel Meunier (Sortant) | Sans opposition | Sans opposition |

| Candidats conseiller #2   | Vote            | %               |
| ------------------------- | --------------- | --------------- |
| Stéphanie Martin-Gauthier | Sans opposition | Sans opposition |

| Candidats conseiller #3 | Vote            | %               |
| ----------------------- | --------------- | --------------- |
| Philippe Dunn (Sortant) | Sans opposition | Sans opposition |

| Candidats conseiller #4 | Vote            | %               |
| ----------------------- | --------------- | --------------- |
| Réjean Racine (Sortant) | Sans opposition | Sans opposition |

| Candidats conseiller #5  | Vote            | %               |
| ------------------------ | --------------- | --------------- |
| Mireille Guay (Sortante) | Sans opposition | Sans opposition |

| Candidats conseiller #6     | Vote            | %               |
| --------------------------- | --------------- | --------------- |
| Gisèle Thériault (Sortante) | Sans opposition | Sans opposition |

## Brome
|             | Élection (2017)                                                                     | Dissolution (2021)                                                               | Élection (2021)                                                                  |
| Maire       | Leon Thomas Selby                                                                   | William Miller                                                                   | William Miller                                                                   |
| Conseillers | William Miller Wesley Patch Michael Allnutt Lisa Bélanger Anthony Allen Larry Royea | Pat Panasuk Wesley Patch Michael Allnutt Lisa Bélanger Anthony Allen Larry Royea | Pat Panasuk Wesley Patch Michael Allnutt Lisa Bélanger Anthony Allen Larry Royea |

| Candidats pour la mairie | Vote            | %               |
| ------------------------ | --------------- | --------------- |
| William Miller (Sortant) | Sans opposition | Sans opposition |

| Candidats conseiller #1 | Vote            | %               |
| ----------------------- | --------------- | --------------- |
| Pat Panasuk (Sortant)   | Sans opposition | Sans opposition |

| Candidats conseiller #2 | Vote            | %               |
| ----------------------- | --------------- | --------------- |
| Wesley Patch (Sortant)  | Sans opposition | Sans opposition |

| Candidats conseiller #3   | Vote            | %               |
| ------------------------- | --------------- | --------------- |
| Michael Allnutt (Sortant) | Sans opposition | Sans opposition |

| Candidats conseiller #4  | Vote            | %               |
| ------------------------ | --------------- | --------------- |
| Lisa Bélanger (Sortante) | Sans opposition | Sans opposition |

| Candidats conseiller #5         | Vote            | %               |
| ------------------------------- | --------------- | --------------- |
| Christopher Whitehead (Sortant) | Sans opposition | Sans opposition |

| Candidats conseiller #6 | Vote            | %               |
| ----------------------- | --------------- | --------------- |
| Larry Royea (Sortant)   | Sans opposition | Sans opposition |

## Bromont
|             | Élection (2017)                                                                                   | Dissolution (2021)                                                                                | Élection (2021)                                                                                      |
| Maire       | Louis Villeneuve                                                                                  | Louis Villeneuve                                                                                  | Louis Villeneuve                                                                                     |
| Conseillers | Pierre Distilio Claire Mailhot Michel Bilodeau Jacques Lapensée Réal Brunelle Marc-Édouard Larose | Pierre Distilio Claire Mailhot Michel Bilodeau Jacques Lapensée Réal Brunelle Marc-Édouard Larose | Tatiana Contreras Claire Mailhot Michel Bilodeau Jacques Lapensée Nicolas Robillard Jocelyne Corbeil |

| Candidats pour la mairie   | Vote            | %               |
| -------------------------- | --------------- | --------------- |
| Louis Villeneuve (Sortant) | Sans opposition | Sans opposition |

| Candidats conseiller District Mont-Soleil (1) | Vote | %     |
| --------------------------------------------- | ---- | ----- |
| Tatiana Contreras                             | 223  | 39,12 |
| Frédérick Brault                              | 190  | 33,33 |
| Pierre Distillo (Sortant)                     | 157  | 27,54 |

| Candidats conseiller District Lac-Bromont (2) | Vote            | %               |
| --------------------------------------------- | --------------- | --------------- |
| Claire Mailhot (Sortante)                     | Sans opposition | Sans opposition |

| Candidats conseiller District Mont-Brome (3) | Vote            | %               |
| -------------------------------------------- | --------------- | --------------- |
| Michel Bilodeau (Sortant)                    | Sans opposition | Sans opposition |

| Candidats conseiller District Shefford (4) | Vote            | %               |
| ------------------------------------------ | --------------- | --------------- |
| Jacques Lapensée (Sortant)                 | Sans opposition | Sans opposition |

| Candidats conseiller District Pierre-Laporte (5) | Vote            | %               |
| ------------------------------------------------ | --------------- | --------------- |
| Nicolas Robillard                                | Sans opposition | Sans opposition |

| Candidats conseiller District Adamsville (6) | Vote | %     |
| -------------------------------------------- | ---- | ----- |
| Jocelyne Corbeil                             | 331  | 61,18 |
| Jessy Lupien                                 | 210  | 38,82 |

## Cowansville
|             | Élection (2017)                                                                                  | Dissolution (2021)                                                                               | Élection (2021)                                                                                |
| Maire       | Sylvie Beauregard                                                                                | Sylvie Beauregard                                                                                | Sylvie Beauregard                                                                              |
| Conseillers | Philippe Mercier Lucille Robert Marie-France Beaudry Stéphane Lussier Yvon Pepin Daniel Marcotte | Philippe Mercier Lucille Robert Marie-France Beaudry Stéphane Lussier Yvon Pepin Daniel Marcotte | Mélanie Gobeille Alain Daigle Marie-France Beaudry Stéphane Lussier Yvon Pepin Amélie Fournier |

| Taux de participation :                | Taux de participation :                | Taux de participation :                | Taux de participation :                | Taux de participation :                | 31,9 % |
| Nombre de votes valides :              | Nombre de votes valides :              | Nombre de votes valides :              | Nombre de votes valides :              | Nombre de votes valides :              | 3 780  |
| Nombre de votes rejetées à la mairie : | Nombre de votes rejetées à la mairie : | Nombre de votes rejetées à la mairie : | Nombre de votes rejetées à la mairie : | Nombre de votes rejetées à la mairie : | 38     |
| Nombre d'électeurs inscrits :          | Nombre d'électeurs inscrits :          | Nombre d'électeurs inscrits :          | Nombre d'électeurs inscrits :          | Nombre d'électeurs inscrits :          | 11 989 |

| Candidats pour la mairie     | Vote  | %     |
| ---------------------------- | ----- | ----- |
| Sylvie Beauregard (Sortante) | 2 554 | 67,41 |
| Jean-Yves Hinse              | 1 235 | 32,59 |

| Candidats District #1 | Vote            | %               |
| --------------------- | --------------- | --------------- |
| Mélanie Gobeille      | Sans opposition | Sans opposition |

| Candidats District #2 | Vote | %     |
| --------------------- | ---- | ----- |
| Alain Daigle          | 315  | 36,25 |
| Gérard Houle          | 278  | 31,99 |
| Michael wing          | 276  | 31,76 |

| Candidats District #3           | Vote            | %               |
| ------------------------------- | --------------- | --------------- |
| Marie-France Beaudry (Sortante) | Sans opposition | Sans opposition |

| Candidats District #4      | Vote            | %               |
| -------------------------- | --------------- | --------------- |
| Stéphane Lussier (Sortant) | Sans opposition | Sans opposition |

| Candidats District #5 | Vote | %     |
| --------------------- | ---- | ----- |
| Yvon Pepin (Sortant)  | 389  | 69,22 |
| Jean-Pierre Dionne    | 173  | 30,78 |

| Candidats District #6     | Vote | %     |
| ------------------------- | ---- | ----- |
| Amélie Fournier           | 334  | 64,35 |
| Daniel Marcotte (Sortant) | 185  | 35,65 |

## Dunham
|             | Élection (2017)                                                                                          | Dissolution (2021)                                                                                       | Élection (2021)                                                                                          |
| Maire       | Pierre Janecek                                                                                           | Pierre Janecek                                                                                           | Pierre Janecek                                                                                           |
| Conseillers | Kevin Mitchell François Tremblay Gaston Chamberland Léo Simoneau Jules Brunelle-Marineau Guillaume Brais | Kevin Mitchell François Tremblay Gaston Chamberland Léo Simoneau Jules Brunelle-Marineau Guillaume Brais | Kevin Mitchell Jeremy Page ules Brunelle-Marineau Florencia Saravia François Desaulniers Guillaume Brais |

| Taux de participation :                | Taux de participation :                | Taux de participation :                | Taux de participation :                | Taux de participation :                | 47,7 % |
| Nombre de votes valides :              | Nombre de votes valides :              | Nombre de votes valides :              | Nombre de votes valides :              | Nombre de votes valides :              | 1 375  |
| Nombre de votes rejetées à la mairie : | Nombre de votes rejetées à la mairie : | Nombre de votes rejetées à la mairie : | Nombre de votes rejetées à la mairie : | Nombre de votes rejetées à la mairie : | 17     |
| Nombre d'électeurs inscrits :          | Nombre d'électeurs inscrits :          | Nombre d'électeurs inscrits :          | Nombre d'électeurs inscrits :          | Nombre d'électeurs inscrits :          | 2 921  |

| Candidats pour la mairie                | Vote  | %     |
| --------------------------------------- | ----- | ----- |
| Pierre Janecek (Sortant)                | 1 000 | 73,09 |
| Léo Simoneau (Sortant d'un autre poste) | 370   | 26,91 |

| Candidats District 1 - des Prairies | Vote | %     |
| ----------------------------------- | ---- | ----- |
| Kevin Mitchell (Sortant)            | 214  | 66,88 |
| Alice Boulet                        | 106  | 33,13 |

| Candidats District 2 - Lac Selby | Vote            | %               |
| -------------------------------- | --------------- | --------------- |
| Jeremy Page                      | Sans opposition | Sans opposition |

| Candidats District 3 - Nord-ouest                  | Vote | %     |
| -------------------------------------------------- | ---- | ----- |
| Jules Brunelle-Marineau (Sortant d'un autre poste) | 123  | 58,57 |
| Gaston Chamberland (Sortant)                       | 87   | 41,43 |

| Candidats District 4 - Sud | Vote | %     |
| -------------------------- | ---- | ----- |
| Florencia Savaria          | 104  | 47,49 |
| Marc-Olivier Jussaume      | 74   | 33,79 |
| Gérard Dalpé               | 41   | 18,72 |

| Candidats District 5 - Nord-est | Vote | %     |
| ------------------------------- | ---- | ----- |
| François Desaulniers            | 117  | 58,21 |
| Michel Leblanc                  | 84   | 41,79 |

| Candidats District 6 - Village | Vote            | %               |
| ------------------------------ | --------------- | --------------- |
| Guillaume Brais (Sortant)      | Sans opposition | Sans opposition |

## East Farnham
|             | Élection (2017)                                                                                | Dissolution (2021)                                                                             | Élection (2021)                                                                                         |
| Maire       | Sylvie Dionne-Raymond                                                                          | Sylvie Dionne-Raymond                                                                          | Sylvie Dionne-Raymond                                                                                   |
| Conseillers | Alfred Lafrance Caroline Cusson Virginia Wilson Claude Rhéaume Nathalie Vermette Neil Rodrigue | Alfred Lafrance Caroline Cusson Virginia Wilson Claude Rhéaume Nathalie Vermette Neil Rodrigue | Sophie Catherine Chapleau Caroline Cusson Virginia Wilson Melissa Brock Nathalie Vermette Neil Rodrigue |

| Candidats pour la mairie         | Vote            | %               |
| -------------------------------- | --------------- | --------------- |
| Sylvie Dionne-Raymond (Sortante) | Sans opposition | Sans opposition |

| Candidats conseiller #1              | Vote            | %               |
| ------------------------------------ | --------------- | --------------- |
| Sophie Catherine Chapleau (Sortante) | Sans opposition | Sans opposition |

| Candidats conseiller #2    | Vote            | %               |
| -------------------------- | --------------- | --------------- |
| Caroline Cusson (Sortante) | Sans opposition | Sans opposition |

| Candidats conseiller #3    | Vote            | %               |
| -------------------------- | --------------- | --------------- |
| Virginia Wilson (Sortante) | Sans opposition | Sans opposition |

| Candidats conseiller #4 | Vote | %     |
| ----------------------- | ---- | ----- |
| Melissa Brock           | 69   | 80,23 |
| Marie-Pier Poirier      | 17   | 19,77 |

| Candidats conseiller #5      | Vote            | %               |
| ---------------------------- | --------------- | --------------- |
| Nathalie Vermette (Sortante) | Sans opposition | Sans opposition |

| Candidats conseiller #6 | Vote            | %               |
| ----------------------- | --------------- | --------------- |
| Neil Rodrigue (Sortant) | Sans opposition | Sans opposition |

- Démission de Vigirnia Wilson, conseillère #3, le 4 octobre 2022[5].

- Démission de Sylvie Dionne-Raymond, mairesse, le 1er septembre 2023 pour motifs personnels[6].

- Élection de Caroline Cusson au poste de mairesse et de Manuel Grosset au poste de conseiller #2 le 5 novembre 2023[7].

| Candidats pour la mairie                    | Vote            | %               |
| ------------------------------------------- | --------------- | --------------- |
| Caroline Cusson (Sortante d'un autre poste) | Sans opposition | Sans opposition |

| Candidats conseiller #2 | Vote      | %     |
| ----------------------- | --------- | ----- |
| Manuel Grosset          | 67        | 65,69 |
| Maxence Gagné-Godbout   | 35        | 34,31 |
| Bulletins rejetés       | 0         |       |
| Taux de participation   | 102 / 565 | 18,05 |

## Farnham
|             | Élection (2017)                                                                                          | Dissolution (2021)                                                                                      | Élection (2021)                                                                                           |
| Maire       | Patrick Melchior                                                                                         | Patrick Melchior                                                                                        | Patrick Melchior                                                                                          |
| Conseillers | Nathalie Deépeault Daniel Campbell Sylvie Ouellette Vincent Roy Jean-François Poulin Jean-Yves Boulianne | Nathalie Dépeault Daniel Campbell Sylvie Ouellette Vincent Roy Jean-François Poulin Jean-Yves Boulianne | Nathalie Dépeault Daniel Campbell Sylvie Ouellette Claude Benjamin Olivier Surprenant Jean-Yves Boulianne |

| Taux de participation :                | Taux de participation :                | Taux de participation :                | Taux de participation :                | Taux de participation :                | 32,7 % |
| Nombre de votes valides :              | Nombre de votes valides :              | Nombre de votes valides :              | Nombre de votes valides :              | Nombre de votes valides :              | 2 538  |
| Nombre de votes rejetées à la mairie : | Nombre de votes rejetées à la mairie : | Nombre de votes rejetées à la mairie : | Nombre de votes rejetées à la mairie : | Nombre de votes rejetées à la mairie : | 40     |
| Nombre d'électeurs inscrits :          | Nombre d'électeurs inscrits :          | Nombre d'électeurs inscrits :          | Nombre d'électeurs inscrits :          | Nombre d'électeurs inscrits :          | 7 895  |

| Candidats pour la mairie   | Vote  | %     |
| -------------------------- | ----- | ----- |
| Patrick Melchior (Sortant) | 2 239 | 88,22 |
| Christian Labrecque        | 299   | 11,78 |

| Candidats district #1 - Robert-C.-Wilkins | Vote | %     |
| ----------------------------------------- | ---- | ----- |
| Nathalie Dépeault (Sortante)              | 223  | 46,27 |
| Jean Lalande                              | 145  | 30,08 |
| Claude McKenzie                           | 114  | 23,65 |

| Candidats district #2 - Aldéi-Martel | Vote            | %               |
| ------------------------------------ | --------------- | --------------- |
| Daniel Campbell (Sortant)            | Sans opposition | Sans opposition |

| Candidats district #3 - Du Docteur-Olivier-Trépanier | Vote | %     |
| ---------------------------------------------------- | ---- | ----- |
| Sylvie Ouellette (Sortante)                          | 122  | 42,81 |
| Sylvain Labrecque                                    | 88   | 30,88 |
| Stéphane Rousseau                                    | 75   | 26,32 |

| Candidats district #4 - Du Docteur-Jean-Louis-Cardin | Vote | %     |
| ---------------------------------------------------- | ---- | ----- |
| Claude Benjamin                                      | 297  | 51,92 |
| Vincent Roy (Sortant)                                | 275  | 48,08 |

| Candidats district #5 - Esther-Elkin | Vote | %     |
| ------------------------------------ | ---- | ----- |
| Olivier Surprenant                   | 378  | 84,56 |
| Marc Roger Legault                   | 69   | 15,44 |

| Candidats district #6 - Omer-Galipault | Vote            | %               |
| -------------------------------------- | --------------- | --------------- |
| Jean-Yves Boulianne (Sortant)          | Sans opposition | Sans opposition |

## Frelighsburg
|             | Élection (2017)                                                                              | Dissolution (2021)                                                                           | Élection (2021)                                                                                             |
| Maire       | Jean Lévesque                                                                                | Jean Lévesque                                                                                | Lucie Dagenais                                                                                              |
| Conseillers | Pierre Tougas Bob Lussier Suzanne Lessard Lucie Dagenais Chantal Gadbois Marie-France Moquin | Pierre Tougas Bob Lussier Suzanne Lessard Lucie Dagenais Chantal Gadbois Marie-France Moquin | Gilles Prairie Bob Lussier Marie-Claude Aubin Josiane Martel-Ouellet Catherine Marsan-Loyer Stéphanie Dalpé |

| Partis | Partis                | Candidats pour la mairie                   | Vote            | %               |
| ------ | --------------------- | ------------------------------------------ | --------------- | --------------- |
|        | Équipe Lucie Dagenais | Lucie Dagenais (Sortante d'un autre poste) | Sans opposition | Sans opposition |

| Partis | Partis                | Candidats conseiller #1 | Vote            | %               |
| ------ | --------------------- | ----------------------- | --------------- | --------------- |
|        | Équipe Lucie Dagenais | Gilles Prairie          | Sans opposition | Sans opposition |

| Partis | Partis                | Candidats conseiller #2 | Vote            | %               |
| ------ | --------------------- | ----------------------- | --------------- | --------------- |
|        | Équipe Lucie Dagenais | Bob Lussier (Sortant)   | Sans opposition | Sans opposition |

| Partis | Partis                | Candidats conseiller #3 | Vote            | %               |
| ------ | --------------------- | ----------------------- | --------------- | --------------- |
|        | Équipe Lucie Dagenais | Marie Claude Aubin      | Sans opposition | Sans opposition |

| Partis | Partis                | Candidats conseiller #4 | Vote            | %               |
| ------ | --------------------- | ----------------------- | --------------- | --------------- |
|        | Équipe Lucie Dagenais | Josiane Martel-Ouellet  | Sans opposition | Sans opposition |

| Partis | Partis                | Candidats conseiller #5 | Vote | %     |
| ------ | --------------------- | ----------------------- | ---- | ----- |
|        | Indépendant           | Catherine Marsan-Loyer  | 140  | 56,68 |
|        | Équipe Lucie Dagenais | Marie Côté              | 107  | 43,32 |

| Partis | Partis                | Candidats conseiller #6 | Vote            | %               |
| ------ | --------------------- | ----------------------- | --------------- | --------------- |
|        | Équipe Lucie Dagenais | Stéphanie Dalpé         | Sans opposition | Sans opposition |

## Lac-Brome
|             | Élection (2017)                                                                    | Dissolution (2021)                                                                 | Élection (2021)                                                                      |
| Maire       | Richard Burcombe                                                                   | Richard Burcombe                                                                   | Richard Burcombe                                                                     |
| Conseillers | Lucy Gagnon Ronald Myles Pierre Laplante Lee Patterson Louise Morin David Taveroff | Lucy Gagnon Ronald Myles Pierre Laplante Lee Patterson Louise Morin David Taveroff | Lucy Gagnon Shelley Judge Pierre Laplante Lee Patterson Louise Morin Patrick Ouvrard |

| Candidats pour la mairie   | Vote            | %               |
| -------------------------- | --------------- | --------------- |
| Richard Burcombe (Sortant) | Sans opposition | Sans opposition |

| Candidats district #1 - Bondville-Fulford | Vote            | %               |
| ----------------------------------------- | --------------- | --------------- |
| Lucy Gagnon (Sortante)                    | Sans opposition | Sans opposition |

| Candidats district #2 - West-Brome--Iron Hill | Vote | %     |
| --------------------------------------------- | ---- | ----- |
| Shelley Judge                                 | 177  | 54,63 |
| Ronald Myles (Sortant)                        | 80   | 24,69 |
| Fred Enns                                     | 67   | 20,68 |

| Candidats district #3 - East-Hill | Vote            | %               |
| --------------------------------- | --------------- | --------------- |
| Pierre Laplante (Sortant)         | Sans opposition | Sans opposition |

| Candidats district #4 - Knowlton-Victoria | Vote            | %               |
| ----------------------------------------- | --------------- | --------------- |
| Lee Patterson (Sortant)                   | Sans opposition | Sans opposition |

| Candidats district #5 - Knowlton-Lakeside | Vote            | %               |
| ----------------------------------------- | --------------- | --------------- |
| Louise Morin (Sortante)                   | Sans opposition | Sans opposition |

| Candidats district #6 - Foster | Vote | %     |
| ------------------------------ | ---- | ----- |
| Patrick Ouvrard                | 194  | 56,56 |
| David Taveroff (Sortant)       | 149  | 43,44 |

## Notre-Dame-de-Stanbridge
|             | Élection (2017)                                                                                        | Dissolution (2021)                                                                                              | Élection (2021)                                                                                     |
| Maire       | Daniel Tétreault                                                                                       | Daniel Tétreault                                                                                                | Daniel Tétreault                                                                                    |
| Conseillers | Carole Dansereau Gaston Chouinard Micheline Dufour Roger Santerre Jean-Pierre Morlot Robert Gaboriault | Carole Dansereau Ginette Simard Gendreault Micheline Dufour Roger Santerre Jean-Pierre Morlot Robert Gaboriault | Carole Dansereau Daniel Lanoue Micheline Dufour Roger Santerre Jean-Pierre Morlot Robert Gaboriault |

| Candidats pour la mairie   | Vote            | %               |
| -------------------------- | --------------- | --------------- |
| Daniel Tétreault (Sortant) | Sans opposition | Sans opposition |

| Candidats conseiller #1     | Vote            | %               |
| --------------------------- | --------------- | --------------- |
| Carole Dansereau (Sortante) | Sans opposition | Sans opposition |

| Candidats conseiller #2 | Vote            | %               |
| ----------------------- | --------------- | --------------- |
| Daniel Lanoue           | Sans opposition | Sans opposition |

| Candidats conseiller #3     | Vote | %     |
| --------------------------- | ---- | ----- |
| Micheline Dufour (Sortante) | 128  | 66,32 |
| Alain Bordeleau             | 65   | 33,68 |

| Candidats conseiller #4  | Vote            | %               |
| ------------------------ | --------------- | --------------- |
| Roger Santerre (Sortant) | Sans opposition | Sans opposition |

| Candidats conseiller #5      | Vote            | %               |
| ---------------------------- | --------------- | --------------- |
| Jean-Pierre Morlot (Sortant) | Sans opposition | Sans opposition |

| Candidats conseiller #6     | Vote | %     |
| --------------------------- | ---- | ----- |
| Robert Gaboriault (Sortant) | 143  | 74,87 |
| Yvon Landry                 | 48   | 25,13 |

## Pike River
|             | Élection (2017)                                                                                   | Dissolution (2021)                                                                                | Élection (2021)                                                                                     |
| Maire       | Martin Bellefroid                                                                                 | Martin Bellefroid                                                                                 | Martin Bellefroid                                                                                   |
| Conseillers | Nathalie Dorais Jean Asnong Patricia Rachofsky Hélène Campbell Marianne Cardinal Stephan Duquette | Nathalie Dorais Jean Asnong Patricia Rachofsky Hélène Campbell Marianne Cardinal Stephan Duquette | David Gasser Jean Joannes Asnong Patricia Rachofsky Hélène Campbell Justin Raymond Stephan Duquette |

| Candidats pour la mairie    | Vote            | %               |
| --------------------------- | --------------- | --------------- |
| Martin Bellefroid (Sortant) | Sans opposition | Sans opposition |

| Candidats conseiller #1 | Vote            | %               |
| ----------------------- | --------------- | --------------- |
| David Gasser            | Sans opposition | Sans opposition |

| Candidats conseiller #2       | Vote            | %               |
| ----------------------------- | --------------- | --------------- |
| Jean Joannes Asnong (Sortant) | Sans opposition | Sans opposition |

| Candidats conseiller #3       | Vote            | %               |
| ----------------------------- | --------------- | --------------- |
| Patricia Rachofsky (Sortante) | Sans opposition | Sans opposition |

| Candidats conseiller #4    | Vote            | %               |
| -------------------------- | --------------- | --------------- |
| Hélène Campbell (Sortante) | Sans opposition | Sans opposition |

| Candidats conseiller #5 | Vote            | %               |
| ----------------------- | --------------- | --------------- |
| Justin Raymond          | Sans opposition | Sans opposition |

| Candidats conseiller #6    | Vote            | %               |
| -------------------------- | --------------- | --------------- |
| Stephan Duquette (Sortant) | Sans opposition | Sans opposition |

## Saint-Armand
|             | Élection (2017)                                                                                       | Dissolution (2021)                                                                     | Élection (2021)                                                                            |
| Maire       | Brent Chamberlain                                                                                     | Caroline Rosetti                                                                       | Caroline Rosetti                                                                           |
| Conseillers | Normand Litjens Jacques Charbonneau Serge Cormier Caroline Rosetti Louise Hautelocque Dany Duchesneau | Normand Litjens Jacques Charbonneau Vacant Jennifer Merner Karen Crandall Jean Rosetti | Normand Litjens Daniel Boulet Glenn Guthrie Jennifer Merner Karen Crandall Dany Duchesneau |

| Candidats pour la mairie    | Vote            | %               |
| --------------------------- | --------------- | --------------- |
| Caroline Rosetti (Sortante) | Sans opposition | Sans opposition |

| Candidats conseiller #1   | Vote | %     |
| ------------------------- | ---- | ----- |
| Normand Litjens (Sortant) | 331  | 51,80 |
| François Marcotte         | 308  | 48,20 |

| Candidats conseiller #2 | Vote | %     |
| ----------------------- | ---- | ----- |
| Daniel Boulet           | 241  | 37,83 |
| Éric Paquette           | 219  | 27,79 |
| Charles Benoit          | 177  | 27,79 |

| Candidats conseiller #3 | Vote | %     |
| ----------------------- | ---- | ----- |
| Glenn Guthrie           | 335  | 52,76 |
| Julien Lavallée         | 300  | 47,24 |

| Candidats conseiller #4 | Vote | %     |
| ----------------------- | ---- | ----- |
| Jennifer Merner         | 414  | 65,09 |
| Francine Morin          | 222  | 34,91 |

| Candidats conseiller #5   | Vote | %     |
| ------------------------- | ---- | ----- |
| Karen Crandall (Sortante) | 343  | 53,10 |
| Elsa Falcon               | 303  | 46,90 |

| Candidats conseiller #6 | Vote | %     |
| ----------------------- | ---- | ----- |
| Dany Duchesneau         | 400  | 62,89 |
| Jean Rosetti (Sortant)  | 236  | 37,11 |

## Saint-Ignace-de-Stanbridge
|             | Élection (2017)                                                                          | Dissolution (2021)                                                                        | Élection (2021)                                                                             |
| Maire       | Albert Santerre                                                                          | Dominique Martel                                                                          | Dominique Martel                                                                            |
| Conseillers | Dominique Martel André Choinière Josée Goyette Louis Matteau Ghislain Quintal Éric Rioux | Sonya Lapointe André Choinière Isabelle Laurent Louis Matteau Ghislain Quintal Éric Rioux | Sonya Lapointe André Choinière Annie Préfontaine Malcolm Falcon Ghislain Quintal Éric Rioux |

| Taux de participation :                | Taux de participation :                | Taux de participation :                | Taux de participation :                | Taux de participation :                | 54,6 % |
| Nombre de votes valides :              | Nombre de votes valides :              | Nombre de votes valides :              | Nombre de votes valides :              | Nombre de votes valides :              | 297    |
| Nombre de votes rejetées à la mairie : | Nombre de votes rejetées à la mairie : | Nombre de votes rejetées à la mairie : | Nombre de votes rejetées à la mairie : | Nombre de votes rejetées à la mairie : | 0      |
| Nombre d'électeurs inscrits :          | Nombre d'électeurs inscrits :          | Nombre d'électeurs inscrits :          | Nombre d'électeurs inscrits :          | Nombre d'électeurs inscrits :          | 544    |

| Candidats pour la mairie    | Vote | %     |
| --------------------------- | ---- | ----- |
| Dominique Martel (Sortante) | 152  | 51,18 |
| Josée Goyette               | 145  | 48,82 |

| Candidats conseiller #1   | Vote            | %               |
| ------------------------- | --------------- | --------------- |
| Sonya Lapointe (Sortante) | Sans opposition | Sans opposition |

| Candidats conseiller #2   | Vote            | %               |
| ------------------------- | --------------- | --------------- |
| André Choinière (Sortant) | Sans opposition | Sans opposition |

| Candidats conseiller #3 | Vote | %     |
| ----------------------- | ---- | ----- |
| Annie Préfontaine       | 154  | 55,00 |
| Marie-Claude Fleury     | 126  | 45,00 |

| Candidats conseiller #4 | Vote            | %               |
| ----------------------- | --------------- | --------------- |
| Myriam Falcon           | Sans opposition | Sans opposition |

| Candidats conseiller #5    | Vote            | %               |
| -------------------------- | --------------- | --------------- |
| Ghislain Quintal (Sortant) | Sans opposition | Sans opposition |

| Candidats conseiller #6 | Vote            | %               |
| ----------------------- | --------------- | --------------- |
| Éric Rioux (Sortant)    | Sans opposition | Sans opposition |

## Sainte-Sabine
|             | Élection (2017)                                                                                  | Dissolution (2021)                                                                               | Élection (2021)                                                                                        |
| Maire       | Laurent Phoenix                                                                                  | Laurent Phoenix                                                                                  | Laurent Phoenix                                                                                        |
| Conseillers | Sylvain Thibodeau Marc Lasalle Thérèse Ménard Monty Jean-Guy Côté François Mailloux Vicky Poulin | Sylvain Thibodeau Marc Lasalle Thérèse Ménard Monty Jean-Guy Côté François Mailloux Vicky Poulin | Sylvain Thibodeau Francis Cliche Thérèse Ménard Monty Florian Ruckstuhl François Mailloux Vicky Poulin |

| Candidats pour la mairie  | Vote            | %               |
| ------------------------- | --------------- | --------------- |
| Laurent Phoenix (Sortant) | Sans opposition | Sans opposition |

| Candidats conseiller #1     | Vote            | %               |
| --------------------------- | --------------- | --------------- |
| Sylvain Thibodeau (Sortant) | Sans opposition | Sans opposition |

| Candidats conseiller #2 | Vote            | %               |
| ----------------------- | --------------- | --------------- |
| Francis Cliche          | Sans opposition | Sans opposition |

| Candidats conseiller #3         | Vote | %     |
| ------------------------------- | ---- | ----- |
| Thérèse Ménard Monty (Sortante) | 160  | 67,23 |
| Denis Phoenix                   | 78   | 32,77 |

| Candidats conseiller #4 | Vote | %     |
| ----------------------- | ---- | ----- |
| Florian Ruckstuhl       | 163  | 65,99 |
| Jean-Guy Côté (Sortant) | 84   | 34,01 |

| Candidats conseiller #5     | Vote            | %               |
| --------------------------- | --------------- | --------------- |
| François Mailloux (Sortant) | Sans opposition | Sans opposition |

| Candidats conseiller #6 | Vote            | %               |
| ----------------------- | --------------- | --------------- |
| Vicky Poulin (Sortante) | Sans opposition | Sans opposition |

## Stanbridge East
|             | Élection (2017)                                                                            | Dissolution (2021)                                                                         | Élection (2021)                                                                                  |
| Maire       | Gregory Vaughan                                                                            | Gregory Vaughan                                                                            | Gregory Vaughan                                                                                  |
| Conseillers | Ronald Stewart Jean Leboeuf Robert Young Barbara Bellingham Robert Deschamps François Reid | Ronald Stewart Jean Leboeuf Robert Young Barbara Bellingham Robert Deschamps François Reid | Laurent Marchal Marcus Flynn Robert Young Laurie-Ann Foucrault Tanya Garrick Rhicard Rose Lawlor |

| Candidats pour la mairie | Vote            | %               |
| ------------------------ | --------------- | --------------- |
| Greg Vaughan (Sortant)   | Sans opposition | Sans opposition |

| Candidats conseiller #1 | Vote            | %               |
| ----------------------- | --------------- | --------------- |
| Laurent Marchal         | Sans opposition | Sans opposition |

| Candidats conseiller #2 | Vote            | %               |
| ----------------------- | --------------- | --------------- |
| Marcus Flynn            | Sans opposition | Sans opposition |

| Candidats conseiller #3 | Vote | %     |
| ----------------------- | ---- | ----- |
| Robert Young (Sortant)  | 207  | 69,23 |
| Étienne Gosselin        | 92   | 30,77 |

| Candidats conseiller #4 | Vote            | %               |
| ----------------------- | --------------- | --------------- |
| Laurie-Ann Foucrault    | Sans opposition | Sans opposition |

| Candidats conseiller #5 | Vote            | %               |
| ----------------------- | --------------- | --------------- |
| Tanya Garrick Rhicard   | Sans opposition | Sans opposition |

| Candidats conseiller #6 | Vote | %     |
| ----------------------- | ---- | ----- |
| Rose Lawlor             | 192  | 67,61 |
| Tony Petrozza           | 92   | 32,39 |

## Stanbridge Station
|             | Élection (2017)                                                                                         | Dissolution (2021)                                                                                      | Élection (2021)                                                                                          |
| Maire       | Gilles Rioux                                                                                            | Gilles Rioux                                                                                            | Gilles Rioux                                                                                             |
| Conseillers | Mélanie Lachance Pauline Samson Étienne Tougas Richard Campbell Donald Tougas Chantal Vallières Brodeur | Mélanie Lachance Pauline Samson Étienne Tougas Richard Campbell Donald Tougas Chantal Vallières Brodeur | Sylvie Bernatchez Pauline Samson Étienne Tougas Richard Campbell Donald Tougas Chantal Vallières Brodeur |

| Candidats pour la mairie | Vote            | %               |
| ------------------------ | --------------- | --------------- |
| Gilles Rioux (Sortant)   | Sans opposition | Sans opposition |

| Candidats conseiller #1 | Vote            | %               |
| ----------------------- | --------------- | --------------- |
| Sylvie Bernatchez       | Sans opposition | Sans opposition |

| Candidats conseiller #2   | Vote            | %               |
| ------------------------- | --------------- | --------------- |
| Pauline Samson (Sortante) | Sans opposition | Sans opposition |

| Candidats conseiller #3  | Vote            | %               |
| ------------------------ | --------------- | --------------- |
| Étienne Tougas (Sortant) | Sans opposition | Sans opposition |

| Candidats conseiller #4    | Vote            | %               |
| -------------------------- | --------------- | --------------- |
| Richard Campbell (Sortant) | Sans opposition | Sans opposition |

| Candidats conseiller #5 | Vote            | %               |
| ----------------------- | --------------- | --------------- |
| Donald Tougas (Sortant) | Sans opposition | Sans opposition |

| Candidats conseiller #6              | Vote            | %               |
| ------------------------------------ | --------------- | --------------- |
| Chantal Vallières Brodeur (Sortante) | Sans opposition | Sans opposition |

## Sutton
|             | Élection (2017)                                                                       | Dissolution (2021)                                              | Élection (2021)                                                                              |
| Maire       | Michel Lafrance                                                                       | Michel Lafrance                                                 | Robert Benoit                                                                                |
| Conseillers | Daniel Martin Diane Duchesne Patricia Lefèvre Rosanne Cohen Lynda Graham André Forest | Daniel Martin Dominique Parent Vacant Lynda Graham André Forest | Thérèse Leclerc Marie-José Auclair Alan Pavilanis Carole Lebel Lynda Graham Marc-André Blain |

| Taux de participation :                | Taux de participation :                | Taux de participation :                | Taux de participation :                | Taux de participation :                | 54,7 % |
| Nombre de votes valides :              | Nombre de votes valides :              | Nombre de votes valides :              | Nombre de votes valides :              | Nombre de votes valides :              | 2 326  |
| Nombre de votes rejetées à la mairie : | Nombre de votes rejetées à la mairie : | Nombre de votes rejetées à la mairie : | Nombre de votes rejetées à la mairie : | Nombre de votes rejetées à la mairie : | 20     |
| Nombre d'électeurs inscrits :          | Nombre d'électeurs inscrits :          | Nombre d'électeurs inscrits :          | Nombre d'électeurs inscrits :          | Nombre d'électeurs inscrits :          | 4 286  |

| Partis | Partis        | Candidats pour la mairie  | Vote  | %     |
| ------ | ------------- | ------------------------- | ----- | ----- |
|        | Action Sutton | Robert Benoit             | 1 477 | 63,50 |
|        | Indépendant   | Louis Dandenault          | 624   | 26,83 |
|        | Indépendant   | Michel Lafrance (Sortant) | 170   | 7,31  |
|        | Indépendant   | Éric Peissard             | 55    | 2,36  |

| Partis | Partis        | Candidats district #1   | Vote | %     |
| ------ | ------------- | ----------------------- | ---- | ----- |
|        | Action Sutton | Thérèse Leclerc         | 152  | 48,41 |
|        | Indépendant   | Daniel Martin (Sortant) | 107  | 34,08 |
|        | Indépendant   | Maurice Richard         | 55   | 17,52 |

| Partis | Partis        | Candidats district #2 | Vote | %     |
| ------ | ------------- | --------------------- | ---- | ----- |
|        | Action Sutton | Marie-José Auclair    | 237  | 61,40 |
|        | Indépendant   | John Hawley           | 149  | 38,60 |

| Partis | Partis        | Candidats district #3 | Vote | %     |
| ------ | ------------- | --------------------- | ---- | ----- |
|        | Action Sutton | Alan Pavilanis        | 240  | 55,17 |
|        | Indépendant   | Victor Marchand       | 195  | 44,83 |

| Partis | Partis        | Candidats district #4 | Vote            | %               |
| ------ | ------------- | --------------------- | --------------- | --------------- |
|        | Action Sutton | Carol Lebel           | Sans opposition | Sans opposition |

| Partis | Partis        | Candidats conseiller #5 | Vote            | %               |
| ------ | ------------- | ----------------------- | --------------- | --------------- |
|        | Action Sutton | Lynda Graham (Sortante) | Sans opposition | Sans opposition |

| Partis | Partis        | Candidats district #6 | Vote | %     |
| ------ | ------------- | --------------------- | ---- | ----- |
|        | Action Sutton | Marc-André Blain      | 230  | 64,97 |
|        | Indépendante  | Mélanie Demers        | 124  | 35,03 |

- Démission de Thérèse Leclerc, conseillère du district #1, en octobre 2023 pour raisons de santé[8].

- Élection partielle au poste de conseiller du district #1 le 24 mars 2024.